# Microcos ugandensis
Microcos ugandensis är en malvaväxtart som först beskrevs av Thomas Archibald Sprague, och fick sitt nu gällande namn av Karl Ewald Maximilian Burret. Microcos ugandensis ingår i släktet Microcos och familjen malvaväxter. Inga underarter finns listade i Catalogue of Life.